# 贾雷
贾雷（義大利語：Giarre），是意大利西西里大区卡塔尼亞廣域市的一个市镇。总面积27.48平方公里，人口27621人，人口密度1005.1人/平方公里（2009年）。ISTAT代码为087017。